# 二氮杂环庚三烯
二氮杂环庚三烯（diazacycloheptatriene）又称二氮杂䓬（diazepine）、二氮䓬，分子式C5H6N2，是具有两个氮原子（例如在位置1和2裏）的七元杂环化合物。
二氮杂环庚三烯包括：
- 1,2-二氮杂环庚三烯
- 1,3-二氮杂环庚三烯
- 1,4-二氮杂环庚三烯
  - 苯二氮䓬类，一类常用药物，其结构中含有1,4-二氮杂环庚三烯环